# RŠK Mladost Darda
Romski športski klub Mladost (RŠK Mladost) prvi je romski klub u Baranji, osnovan 2005. godine u Dardi. U njemu nastupaju isključivo pripadnici romske nacionalne manjine. Okosnicu kluba čine igrači darđanskog malonogometnog kluba Brazil, koji već godinama, u žutim, brazilskim dresovima, nastupaju diljem Baranje na malonogometnim turnirima. Pored   nogometne sekcije, planirano je otvaranje košarkaške i rukometne. "Mladost" je osnovala i svoje pododbore u baranjskim mjestima u kojima u većem broju žive Romi, poput Belog Manastira, Bolmana i Jagodnjaka.